# Parasynegia defixaria
Parasynegia defixaria är en fjärilsart som beskrevs av Reginald James West 1929.
Parasynegia defixaria ingår i släktet Parasynegia och familjen mätare. Inga underarter finns listade i Catalogue of Life.